# Anacroneuria fuscicosta
Anacroneuria fuscicosta és una espècie d'insecte plecòpter pertanyent a la família dels pèrlids.

## Descripció
- Els adults presenten el pronot de marró a marró ocraci, les membranes alars i la nervadura d'ocràcies a marrons i els segments dels fèmurs bicolors.
- El mascle té ganxos regularment corbats.
- Les ales anterior del mascle fan 9,3-10,1 mm de llargària i les de la femella 10,9-14.
- La placa subgenital de la femella té quatre lòbuls.[5]

## Hàbitat
En el seu estadi immadur és aquàtic i viu a l'aigua dolça, mentre que com a adult és terrestre i volador.

## Distribució geogràfica
Es troba a Sud-amèrica: l'Argentina (la província de Misiones) i el Brasil (Santa Catarina i Paranà).